# آغنيا
آغنيا (بالإنجليزية: Agneya or Agneyi)، و(بالسنسكريتية: आग्नेयी) "ابنة رب النار"، ذكرت آغنيا في نصي هاريفامشا وفيشنو بورانا كزوجة أورو (سليل أنجيرا) ووالدة الملوك: أنجا وسوماناس وخياتي وكراتو وسيبي (هاريفامشا تضم ابنا آخر، غايا). والدها أجني هو إله النار الهندوسي وقد كُرمت وعبدت في جميع أنحاء شبه القارة الهندية منذ العصور الفيدية وحتى العصر الحديث. واسمها يعني "المُكرسة لأجني".